# Balzac i la petita modista xinesa
Balzac i la petita modista xinesa (en francès: Balzac et la Petite Tailleuse chinoise) és una novel·la en francès de l'escriptor francoxinès Dai Sijie publicada l'any 2000.
El llibre ha estat traduït a més de vint-i-cinc llengües, fins i tot al xinès, malgrat la posició delicada de la Xina davant d'aquest període de la seva història.

## Argument
La novel·la, escrita per Dai Sijie, tracta sobre dos adolescents durant la revolució cultural xinesa, Luo, descrit com "un geni per a la narració de contes", i el narrador sense nom, "un bon músic". Se'ls assigna la reeducació a través del treball i són enviats a una muntanya anomenada "Fènix del Cel", a prop del Tibet, per treballar a les mines de carbó i amb el cultiu de l'arròs, perquè els seus pares metges han estat declarats enemics de l'estat pel govern. Els dos nois s'enamoren de la Petita Modista, filla del sastre local i "la bellesa regnant de la regió". Els residents del petit poble agrícola estan encantats amb les històries que els dos adolescents expliquen de la literatura i les pel·lícules clàssiques que han vist. Fins i tot se’ls excusa de la feina durant uns dies per veure pel·lícules en una ciutat propera i posteriorment relatar la història als ciutadans, a través d'un procés conegut com a “cinema oral”.
Luo i el narrador coneixen Quatre-ulls, fill d'un poeta, que també està sent reeducat. Tot i que està tenint èxit amb la reeducació, també amaga un conjunt secret de novel·les estrangeres prohibides per la llei xinesa. Els nois convencen Quatre-ulls perquè els deixi en préstec el llibre Ursule Mirouët d'Honoré de Balzac. Després de quedar-se tota la nit llegint el llibre, Luo dona el llibre al narrador i abandona el poble per explicar la història a la petita costurera. Luo torna portant fulles d'un arbre prop d'on ell i la petita costurera havien mantingut relacions sexuals.
El cap del poble, que acaba de tenir una cirurgia dental infructuosa, amenaça d'arrestar a Luo i al narrador per haver portat idees prohibides d'El comte de Montecristo si no estan d'acord a trobar-li una solució als seus problemes dentals. La parella troba una solució i giren el trepant "lentament ... per castigar-lo". Més tard, el cap de colla permet que Luo torni a casa per tenir cura de la seva mare malalta. Mentre Luo se’n va, la Petita Modista s'assabenta que està embarassada, cosa que confia al narrador. Tanmateix, atès que la societat revolucionària no permet tenir fills fora del casament, i ella i Luo són massa joves, el narrador ha de concertar un avortament secret per a ella. Luo torna al poble tres mesos després d'aquest imprevist.
La petita Modista s'assabenta del món exterior llegint els llibres estrangers amb l'ajut de Luo. Finalment abandona la muntanya i tot el que tenia sense acomiadar-se, per començar una nova vida a la ciutat. Luo s'embriaga i incinera tots els llibres estrangers "en un frenesí", acabant la novel·la.